# Matías Quevedo
Matías Quevedo fue un pintor español de los siglos XVIII y XIX.

## Biografía
Este pintor se presentó a los concursos de premios impulsados por la Real Academia de Bellas Artes de San Carlos de Valencia tanto en 1776 como en 1780. Al año siguiente, fue designado académico de mérito de aquella, y el 9 de agosto de 1801 se le propuso para teniente-director de sus estudios, pero no llegó a servir como tal. Un lienzo de su mano con la representación de la Lucha de Jacob y el Ángel fue a parar al museo provincial.